# Waldemar Wołpiuk
Waldemar Wołpiuk (ur. 5 lutego 1933 w Warszawie) – polski funkcjonariusz służb specjalnych, pułkownik Milicji Obywatelskiej.
W organach bezpieczeństwa PRL od 1 sierpnia 1953. Po ukończeniu studiów 1 kwietnia 1955 pełnił służbę w Wydziale III Urzędu Bezpieczeństwa Publicznego - stołecznej Komendy Milicji Obywatelskiej w Warszawie: referent, od 1 kwietnia 1956 oficer operacyjny, od 1 marca 1958 starszy oficer operacyjny, od 1 lipca 1961 szef grupy, od 1 lutego 1963 zastępca naczelnika wydziału. Od 1 listopada 1965 naczelnik Wydziału Kontroli Granicznej, od 1 kwietnia 1966 naczelnik Wydziału II KM MO w Warszawie.
Następnie zajmował stanowiska:
- Naczelnik Wydziału II Departamentu II Ministerstwa Spraw Wewnętrznych PRL (15 lutego 1970 – 9 listopada 1971);
- Zastępca Dyrektora Departamentu II Ministerstwa Spraw Wewnętrznych PRL (10 listopada 1971 – 14 października 1972);
- Kierownik Katedry Metod Kontrwywiadu Instytutu I Akademii Spraw Wewnętrznych (16 października 1972 – 28 lutego 1983);
- Dyrektor Instytutu I Akademii Spraw Wewnętrznych (1 marca – 14 listopada 1983);
- Zastępca Komendanta Akademii Spraw Wewnętrznych (15 listopada 1983 – 15 stycznia 1986).

Przeszedł na emeryturę. Ostatni stopień pułkownik Milicji Obywatelskiej.